# آلن کیوبیت
آلن کیوبیت (انگلیسی: Allan Cubitt؛ زادهٔ ۱۷ اوت ۱۹۵۴) نویسنده، کارگردان فیلم، کارگردان تلویزیونی و تهیه‌کننده تلویزیونی اهل بریتانیا است.
از فیلم‌ها یا مجموعه‌های تلویزیونی که وی در آن‌ها نقش داشته‌است، می‌توان به سگ باسکرویل، مرگ و بلبل‌ها، قانون مورفی، شرلوک هلمز و پرونده جوراب ابریشمی، اسکرین‌پلی، سقوط و آنا کارنینا اشاره نمود.